# 中共中央临时政治局扩大会议
中共中央临时政治局扩大会议，1927年8月7日，在中国共产党八七会议上成立临时中央政治局。同年11月9日-10日，在上海召开临时政治局扩大会议，名义上瞿秋白主持，实际上是共产国际代表罗明纳兹主持。会议原则上通过了罗明纳兹起草的《中国现状与共产党的任务决议案》（14日中共中央常委会议修改审定）等文件，并增选周恩来、罗亦农为临时中央政治局常委。
已经上井冈山的毛泽东也被邀请参加会议，但他没有出席。11月14日，会议撤销毛泽东、彭公达临时政治局候补委员的职务，并致函中共湖南省委，要求撤销毛泽东省委书记的职务。

### 引用
1. ↑  《中共党史大事记》记载：“这时，在革命处于低潮形势下，党的组织和工农革命群众运动遭到敌人的极大摧残，共产党员从第一次国内革命战争时期近六万人减至一万多人。然而这次会议在共产国际代表罗米那兹的“左”倾思想指导下，却错误地认为这时中国革命的性质是所谓“不断革命”，革命形势仍在继续高涨，反对退却，要求继续进攻，命令少数共产党员和群众去执行毫无胜利希望的武装暴动的总策略。这种“左”倾盲动错误，在实际工作中给党造成许多损失，引起党内许多同志的批评和抵制，到1928年初即在许多地方停止执行；同年2月下旬，共产国际执行委员会第九次扩大会议通过的关于中国问题的决议，也批评了这次“左”倾错误；4月下旬，中央政治局讨论并接受了这一决议案。至此，这次“左”倾盲动错误即在全国实际工作中基本结束。”（中共中央党史研究室编：《中共党史大事记》，中共党史出版社）
2. ↑  马社香著：《前奏：毛泽东1965年重上井冈山》，当代中国出版社